# Ohau Peak
Der Ohau Peak ist ein rund 2400 m hoher, spitzer und felsiger Berggipfel auf der antarktischen Ross-Insel. Er ragt 3 km nordöstlich des Gipfels des Mount Terror auf. Er ist der mittlere dreier aufgereihter Gipfel 1,3 km nördlich des Mount McIntosh.
Das New Zealand Geographic Board benannte ihn im Jahr 2000 nach dem Lake Ōhau auf der Südinsel Neuseelands.